# STS-86
STS-86 (Space Transportation System-86) var Atlantis 20. rumfærge-mission. Opsendt 25. september 1997 og vendte tilbage den 6. oktober 1997. Det var den en mission hvor NASAs rumfærge lagde til ved den russiske rumstation MIR.
Det var Atlantis sidste mission inden den blev renoveret, næste flyvning var i 2000 hvor Atlantis bl.a. fløj med et nyt glascockpit.
Tidligere flyvninger til rumstationen Mir, var: STS-60, STS-63, STS-71, Sojuz TM-21, STS-74, STS-76, STS-79, STS-81 og STS-84. Efterfølgende fælles missioner til Mir: STS-89 og STS-91.

## Besætning
- James Wetherbee (kaptajn)
- Michael Bloomfield (pilot)
- Vladimir Titov (1. missionsspecialist) RKA
- Scott Parazynski (2. missionsspecialist)
- Jean-Loup Chrétien (3. missionsspecialist) CNES
- Wendy Lawrence (4. missionsspecialist)

### Fra MIR til jorden
- Michael Foale (missionsspecialist)

### Fra jorden til MIR, besætning Mir-19
- David Wolf

## Missionen
Nyttelast: Mir-Docking/7, SpaceHab-DM, MEEP-R, EDFT-06, SEEDS-II, GAS(G-036), CCM-07, MSX-09, CREAM-09, KIDSAT-03, RME-III-21, SIMPLEX-02.
- Skader på Mir efter sammenstød mellem Progress og Spektr-modulet på Mir.
- Skader på Mir